# Defensoría del Pueblo de Colombia
La Defensoría del Pueblo de Colombia es un órgano constitucional y autónomo creado por la Constitución Política de Colombia de 1991 en su Capítulo II: Del ministerio público, con el propósito de "velar por la promoción, el ejercicio y la divulgación de los derechos humanos" dentro del Estado social de derecho, "democrático, participativo y pluralista", así como la divulgación y promoción del Derecho Internacional Humanitario.
La Defensoría del Pueblo es uno de los órganos de control del Estado colombiano y está vinculada al Ministerio Público; por lo tanto el Defensor del Pueblo ejerce sus funciones bajo la dirección del ministerio público.
La organización y funcionamiento de la Defensoría del Pueblo en Colombia está regulada por la Ley 24 de 1992 y demás normas que la adicionan o modifican. El Defensor del Pueblo es elegido cada cuatro años por la Cámara de Representantes a partir de una terna enviada por el Presidente de la República para un período de cuatro años, contado a partir del 1 de septiembre de 1992. Es decir que en su elección no participa el Senado.

## Funciones
El Defensor del Pueblo velará por la promoción, el ejercicio y la divulgación de los derechos humanos, para lo cual ejercerá las siguientes funciones:
1. Orientar e instruir a los habitantes del territorio nacional y a los colombianos en el exterior en el ejercicio y defensa de sus derechos ante las autoridades competentes o entidades de carácter privado.
2. Divulgar los derechos humanos y recomendar las políticas para su enseñanza.
3. Invocar el derecho de habeas corpus e interponer las acciones de tutela.
4. Organizar y dirigir la defensoría pública en los términos que señale la ley.
5. Interponer acciones populares en asuntos relacionados con su competencia.

## Defensores del Pueblo de Colombia
La siguiente es la lista de personas que han liderado la entidad, desde su fundación en 1991:
| N.° | Nombre                         | Inicio                  | Final                   | Ref.  |
| --- | ------------------------------ | ----------------------- | ----------------------- | ----- |
| 1.° | Jaime Córdoba Triviño          | 15 de diciembre de 1992 | 1 de septiembre de 1996 | [ 3 ] |
| 2.° | José Fernando Castro Caycedo   | 1 de septiembre de 1996 | 1 de septiembre de 2000 | [ 3 ] |
| 3.° | Eduardo Cifuentes Muñoz        | 1 de septiembre de 2000 | 2 de septiembre de 2003 | [ 3 ] |
| 4.° | Vólmar Antonio Pérez Ortiz     | 2 de septiembre de 2003 | 2 de septiembre de 2012 | [ 3 ] |
| 5.° | Jorge Armando Otálora Gómez    | 2 de septiembre de 2012 | 27 de enero de 2016     | [ 4 ] |
| 6.° | Alfonso Cajiao Cabrera         | 27 de enero de 2016     | 1 de septiembre de 2016 | [ 5 ] |
| 7.° | Carlos Alfonso Negret Mosquera | 1 de septiembre de 2016 | 1 de septiembre de 2020 | [ 6 ] |
| 8.° | Carlos Ernesto Camargo Assis   | 1 de septiembre de 2020 | 30 de agosto de 2024    | [ 7 ] |
| 9.° | Iris Marín Ortiz               | 30 de agosto de 2024    | En el Cargo             | [ 8 ] |